# Тереньгульское городское поселение
Тереньгу́льское городско́е поселе́ние — муниципальное образование в составе Тереньгульского района Ульяновской области. Административный центр — рабочий посёлок Тереньга.

## Население
| 2010  | 2012  | 2013  | 2014  | 2015  | 2016  | 2017  |
| ----- | ----- | ----- | ----- | ----- | ----- | ----- |
| 7847  | ↘7724 | ↘7656 | ↘7546 | ↘7481 | ↘7460 | ↘7395 |
| 2018  | 2019  | 2020  | 2021  |       |       |       |
| ↘7303 | ↘7112 | ↘6941 | ↗7364 |       |       |       |

## Состав городского поселения
В состав поселения входят 11 населённых пунктов: 7 сёл, 2 посёлка, 1 рабочий посёлок, и 1 станция.
| №  | Населённый пункт | Тип населённого пункта                  | Население |
| -- | ---------------- | --------------------------------------- | --------- |
| 1  | Байдулино        | село                                    | ↘551      |
| 2  | Гладчиха         | село                                    | 309       |
| 3  | Гремячий Ключ    | посёлок                                 | 3         |
| 4  | Калининский      | посёлок                                 | 0         |
| 5  | Молвино          | село                                    | 171       |
| 6  | Молвино          | станция                                 | 244       |
| 7  | Назайкино        | село                                    | 139       |
| 8  | Тереньга         | рабочий посёлок, административный центр | ↗5186     |
| 9  | Тумкино          | село                                    | 726       |
| 10 | Федькино         | село                                    | 358       |
| 11 | Языково          | село                                    | 16        |